# Mirjana Karanović
Mirjana Karanović (en cirílico: Мирјана Карановић, Belgrado, 28 de enero de 1957) es una actriz y directora de cine serbia. Fue especialmente notable por aparecer en un gran número de películas de la antigua Yugoslavia en el último tercio de siglo XX. Karanović tuvo papeles principales en las películas de Emir Kusturica Papá está en viaje de negocios y Underground, así como en otras películas posyugoslavas como Go West o Na putu.

## Filmografía
- Dobra žena (2016)
- Na putu (2010)
- Čekaj me ja sigurno neću doći (2009)
- Tamo i ovde (2009)
- Blodsbånd (2007)
- Das Fräulein (2006)
- Grbavica (2006)
- Go West (2005)
- Život je čudo (2004)
- Svjedoci (2003)
- Jagoda u supermarketu (2003)
- Bure baruta (1998)
- Tri palme za dve bitange i ribicu (1998)
- Tri letnja dana (1997)
- Underground (1995) - Vera
- Bolje od bekstva (1993)
- Mala (1991) - Božidarka
- Sabirni centar (1989)
- Vreme čuda (1989) - Marta
- Jednog lepog dana (1988)
- Marjuča ili smrt (1987)
- Uvek spremne žene (1987)
- Na putu za Katangu (1987)
- Obećana zemlja (1986)
- Život je lep (1985)
- Otac na službenom putu (1985)
- Kamiondžije opet voze (1984)
- Dvije polovine srca (1982)
- Petrijin venac (1982)
- Pad Italije (1981)
- Majstori, majstori (1980)